# Paremiologia
Paremiologia – dyscyplina zajmująca się badaniem paremii. Pod względem obszaru zainteresowań paremiologia pokrywa się częściowo z frazeologią, ale w odróżnieniu od niej bada również swoiste właściwości folklorowe i literackie paremii (np. ich specyfikę gatunkową).
Paremiografia – dział leksykografii zajmujący się gromadzeniem i opracowywaniem paremii.
Językiem polskim zajmuje się paremiologia polska, badająca przysłowia polskie.